# Конрад VI фон Хаймберг
Конрад VI фон Хаймберг (на немски: Konrad VI von Haimberg; † 21 юли 1381) е 35-ият епископ на Регенсбург и княжески епископ на имперския манастир Регенсбург от 1368 до 1381 г.

## Живот
Той първо е домпропст, от 1365 г. администратор в Регенсбург и през 1368 г. е избран за епископ на Регенсбург след смъртта на епископ Фридрих фон Цолерн († пр. 21 февруари 1368) от род Хоенцолерн. Заради финансовите задължения на епископството Конрад VI трябва да получава заплата си от домкапитела.
През 1377 г. той свиква събор на епископството. По неговото време в Регенсбург живее до смъртта си писателят Конрад фон Мегенберг († 14 април 1374), който той назначава 1357 г. за свещеник и 1374 г. за домхер.
За нов епископ е избран Теодерих фон Абенсберг.